# Planaltos centrais do Sri Lanka
Os Planaltos Centrais do Sri Lanka fazem parte do Patrimônio Mundial da UNESCO no Sri Lanka. No local existem florestas tropicais com elevações de até 2500m de altura. A região abriga uma variedade de mamíferos muito grande como o Trachypithecus vetulus monticola e o Loris tardigradus nycticeboides.

## Locais
Fazem parte do patrimônio:
- Santuário de Vida Selvagem do Pico Wilderness
- Parque Nacional Horton e
- Montanha de Knuckles

## UNESCO
A UNESCO inscreveu os Planaltos Centrais do Sri Lanka como Patrimônio Mundial por "serem lar de uma extraordinária flora e fauna, incluindo muitas espécies ameaçadas. É considerado um super hotspot de biodiversidade."